# ゲーリー・ノムライト
ゲーリー・ノムライト（1980年3月17日 - ）は日本の柔術家、元総合格闘家。

## 来歴
東洋大学在籍時に格闘技ジムGRABAKAで格闘技を始める。
その後、就職を期に大阪へ移住、相補体術、パラエストラ大阪と所属を変え、2010年にBLOWSへと移籍する。
BLOWSへの移籍後、総合格闘技にも積極的に参加し全日本アマチュア修斗選手権では2011年に準優勝に輝いている。2015年6月21日に行われた修斗公式戦TORAO15で判定負けし、その後自身のブログにて引退を発表。
2016年7月14日にブラジリアン柔術黒帯に昇格。

## 獲得タイトル
- 2011年全日本アマチュア修斗選手権ミドル級準優勝
- 2015年 DUMAU KANSAI JIU JITSU CHAMPIONSHIP 2015 Male Brown Adult Heavy 優勝[4]
- 2016年 第1回全日本マスター柔術オープントーナメント マスター1茶帯ヘビー級優勝[5]
- 2016年 第1回全日本マスター柔術オープントーナメント マスター1茶帯オープンクラス優勝[5]
- 2018年 第12回全日本マスター柔術選手権 マスター2黒帯ミディアムヘビー級優勝[6]
- 2018年 第11回関西柔術選手権 マスター2 黒帯オープンクラス優勝[7]
- 2019年 大阪国際柔術選手権 マスター2 黒帯ミディアムヘビー級優勝[8]
- 2019年 大阪国際柔術選手権 マスター2 黒帯オープンクラス優勝[8]